# Hiroki Sakai
Hiroki Sakai (Prefectura de Chiba, Japó, 12 d'abril de 1990) és un futbolista japonès.

## Selecció japonesa
Hiroki Sakai ha disputat 12 partits amb la selecció japonesa.
El 12 de maig de 2014 s'anuncià la seva inclusió a la llista de 23 jugadors de la selecció japonesa per disputar el Mundial de 2014 al Brasil. Els dorsals van ser anunciats el 25 de maig.

## Olympique de Marsella
Hiroki Sakai va arribar a l'Olympique de Marsella la temporada 2016/17. La seva posició en aquest equip és la de lateral dret. Ha jugat 43 partits i no ha marcat cap gol.